# Stockholm (kraj)
Kraj Stockholm (Stockholms län) je švédský kraj na pobřeží Baltského moře. Sousedí s kraji Uppsala a Södermanland, s jezerem Mälaren a s Baltským mořem. Jeho hlavní město, Stockholm, je zároveň hlavním městem Švédska. Na území kraje leží části historických provincií Uppland (Roslagen) a Södermanland (Södertörn). Díky dvěma milionům obyvatel je Stockholms län nejhustěji osídleným krajem ve Švédsku.
Obce na pobřeží Baltského moře mají přístavy, především Stockholm, ale např. také Nynäshamn.

## Historie
Stockholms län byl ustanoven krajem v roce 1714. Město Stockholm do kraje administrativně nespadalo až do roku 1968. 

## Symboly
Znak byl kraji udělen v roce 1968. Je kombinací znaků provincií Uppland, Södermanland a města Stockholm. Pokud je znak zobrazen s královskou korunou, reprezentuje krajskou správní radu. 

## Obce
Do kraje Stockholms län spadá 26 obcí (kommuner):
| obec           | obyv. (2018) | roz. v km2 |
| -------------- | ------------ | ---------- |
| Botkyrka       | 93 106       | 194        |
| Danderyd       | 33 187       | 26         |
| Ekerö          | 28 308       | 217        |
| Haninge        | 89 989       | 458        |
| Huddinge       | 111 722      | 131        |
| Järfälla       | 78 480       | 54         |
| Lidingö        | 47 818       | 31         |
| Nacka          | 103 656      | 95         |
| Norrtälje      | 61 769       | 2015       |
| Nykvarn        | 10 923       | 153        |
| Nynäshamn      | 28 290       | 359        |
| Salem          | 16 786       | 54         |
| Sigtuna        | 48 130       | 328        |
| Sollentuna     | 72 528       | 53         |
| Solna          | 80 950       | 19         |
| Stockholm      | 962 154      | 187        |
| Sundbyberg     | 50 564       | 9          |
| Södertälje     | 97 381       | 525        |
| Tyresö         | 48 004       | 69         |
| Täby           | 71 397       | 61         |
| Upplands-Bro   | 28 756       | 235        |
| Upplands Väsby | 45 543       | 75         |
| Vallentuna     | 33 432       | 358        |
| Vaxholm        | 12 023       | 58         |
| Värmdö         | 44 397       | 448        |
| Österåker      | 44 831       | 312        |